# Aglia subcaecaweismanni
Aglia subcaecaweismanni är en fjärilsart som beskrevs av Standfuss 1910. Aglia subcaecaweismanni ingår i släktet Aglia och familjen påfågelsspinnare. Inga underarter finns listade i Catalogue of Life.